# Karl-Heinz Schäfer (Politiker, 1928)
Karl-Heinz Schäfer (* 6. Oktober 1928 in Herne) ist ein ehemaliger deutscher Politiker (SED). Er war Parteifunktionär, Staatssekretär und Werkdirektor in der DDR.

## Leben
Schäfer, Sohn des Arbeiters Fritz Schäfer, besuchte die Oberschule. Er wurde 1946 Mitglied der Sozialistischen Einheitspartei Deutschlands (SED) und des Freien Deutschen Gewerkschaftsbundes (FDGB). Von 1948 bis 1951 studierte er Betriebsökonomie an der Martin-Luther-Universität Halle-Wittenberg. Anschließend arbeitete er bis 1953 als Betriebsassistent und stellvertretender Planungsleiter im VEB  Fahlberg-List in Magdeburg. Im Jahr 1953 wurde er als Hauptreferent im Ministerium für Chemische Industrie angestellt. Nach dem Besuch der Parteihochschule „Karl Marx“ von 1955 bis 1958, mit dem Abschluss eines Diplom-Gesellschaftswissenschaftlers, wurde er Mitarbeiter des ZK der SED.
Von Mai 1960 bis Dezember 1961 fungierte er als Sektorenleiter, dann als stellvertretender Leiter und von 1962 bis 1965 als Leiter der Abteilung Grundstoffindustrie des ZK der SED (Nachfolger von Günther Wyschofsky). Gleichzeitig gehörte er als Mitglied dem Büro für Industrie und Bauwesen beim Politbüro an. Von Dezember 1965 bis Juni 1969 amtierte er als Staatssekretär und Erster Stellvertreter des Ministers im Ministerium für Chemische Industrie. Anschließend war er Direktor des VEB Stickstoffwerk Piesteritz. Im Jahr 1973 wurde er in dieser Funktion von Otto König abgelöst und war später für kurze Zeit Direktor des VEB Chemische Fabrik Finowtal.

## Auszeichnungen
- 1964 Vaterländischer Verdienstorden in Bronze

## Schriften
- Mit Günther Wyschofsky: Die Zusammenarbeit mit der Intelligenz. Erfahrungen aus der chemischen Industrie. Dietz, Berlin 1961.